# Nicolaevca
Nicolaevca – miejscowość i gmina w Mołdawii, w rejonie Florești. W 2014 roku liczyła 923 mieszkańców.